# Centrodora amoena
Centrodora amoena är en stekelart som beskrevs av Förster 1878. Centrodora amoena ingår i släktet Centrodora, och familjen växtlussteklar. Arten är reproducerande i Sverige.